# Osiedle miejskie (Rosja)
Osiedle miejskie (ros. городское поселение) – jednostka samorządu terytorialnego Federacji Rosyjskiej będąca okręgiem miejskim lub wchodząca w skład rejonu municypalnego, w granicach którego znajduje się małe miasteczko lub osiedle typu miejskiego, w którym samorząd lokalny jest sprawowany przez ludność bezpośrednio lub za pośrednictwem wybranych i innych organów samorządów lokalnych. 
Często określana jako jednostka pośrednia pomiędzy miastem a wsią; pod względem liczby ludności jest bardzo zróżnicowana — od 100 do nawet 35 tysięcy mieszkańców. 
W 2020 było w Rosji 1400 takich osiedli.
Określenie „osiedle miejskie” jako polski odpowiednik rosyjskiego городское posiada umocowanie między innymi w Bibliotece Sejmowej w oficjalnym tłumaczeniu na język polski Konstytucji Federacji Rosyjskiej z 1993 (przed poprawkami), gdzie fragment Статья 131: 1. Местное самоуправление осуществляется в городских, сельских поселениях /…/ tłumaczony jest jako „Artykuł 131: 1. Samorząd terytorialny funkcjonuje w osiedlach miejskich i wiejskich /…/”